# Kurtis
Kurtis (alias Curtees puis Curtis), de son vrai nom Jean-Sébastien Girault, est un auteur, compositeur et interprète de Dancehall français né le 28 octobre 1981 à Pointe-à-Pitre en Guadeloupe. 

## Les débuts
L'artiste commence sa carrière à l'âge de 16 ans quand il intègre le Karukera Sound System au sein duquel il va évoluer pendant plusieurs années aux côtés d'Admiral T et de Little Espion, son ami d'enfance.
Kurtis est révélé au grand public avec le titre Rendez-Vous, chanté en duo avec Admiral T, sur l'album Special Request du Karukera Sound System. Non seulement le titre restera en tête des chars antillais pendant plusieurs mois, mais il fera l'ouverture des spectacles du Karukera Sound System pendant presque deux ans.
L'artiste entamera alors une longue collaboration avec Admiral T et Little Espion. En 1999, tous les trois formeront le Youth Attack, fer de lance du Karukera Sound System, au sein duquel ils composeront de nombreux hits parmi lesquels on peut trouver L'an 2000, Youth Attack, Vocalyse, Le Bien & Le Mal (avec Tiwony), ou My Sound.

## Le retour
En 2010 il fait son grand retour sur scène lors du concert d'Admiral T au Zénith de Paris.
En 2014 il publie deux clips Débrouya et Met Sa Wolé qui annoncent son retour.

## Discographie
- 2000 : Special Request (Karukera Sound System)
- 2001 : Le Bien & Le Mal (Youth Attack)
- 2002 : Youth Attack (Youth Attack)
- 2007 : Spleen Riddim (Riddim-Nation Mixtape)
- 2007 : One Shot Mixtape (Madras Family Production)

## Clips
- 1998 : Rendez Vous
- 2002 : Le Bien et Le Mal
- 2014 : Débrouya
- 2014 : Met Sa Wolé